# Los Americans
Los Americans é uma série de oito-partes que se concentra em uma família Latina um multi-geracional, de classe média, que vive em Los Angeles. A série foi escrita e dirigida por Dennis Leoni e lançada em 2011.

## Enredo
A família Valenzuela lida com muitos problemas que as famílias Americanas enfrentam hoje, incluindo desemprego, identidade cultural e alcoolismo.

### Episódios
| Número | título                        | Descrição |
| ------ | ----------------------------- | --- |
| 8      | "Going to Mexico"             | Enquanto todas as preocupações sobre os desafios da gravidez de Ariel surgem para a família, Lee finalmente se alinha a seu emprego dos sonhos. As coisas vão de mal a pior quando o Pilar é levado pela Imigração e Alfândega, aparentemente ao ser entregue pelo marido de Vitória, Jack. Colocando sal na ferida, a entrevista do emprego dos sonhos de Lee sonho torna-se um pesadelo. |
| 7      | "The Truth Hurts"             | Em uma tentativa de proteger Ariel de sua mãe agressiva, os Valenzuelas a levam para a casa de outra pessoa. Mas isso não impede a mãe de Ariel a desafiar Alma, no que acaba por se tornar um confronto físico em plena vista dos vizinhos. Lee atende o marido de Vitória, Jack, que tem um problema com o fato de Lee estar ajudando sua esposa, com o número de pessoas que vivem na casa dos Valenzuelas e com todos os prolemas que essas pessoas parecem estar a criando em seu tranquilo bairro. |
| 6      | "Secrets"                     | Em uma tentativa de proteger Ariel de sua mãe abusiva, os Valenzuelas a levam para a casa de outro convidado. mas isso não impede que sua mãe enfrente Alma, o que aumenta para um confronto físico em plena vista dos vizinhos. Lee atende o marido de Vitória, Jack, que tem um problema com o fato de Lee estar ajudando sua esposa, com o número de pessoas que vivem na casa dos Valenzuelas e com os com os prolemas que essas pessoas parecem estar a criando em seu tranquilo bairro.            |
| 5      | "Lead Us Not Unto Temptation" | Quando Lee ajuda sua bela nova vizinha Victoria a dar partida em seu carro, um presente de cookies de gotas de chocolate desencadeia uma cadeia de culpa, enganos, mentiras, ciúmes e hipocrisia. tudo isso parece bastante trivial quando Lee e Alma descobrem que a amiga de quinze anos de Paulo está grávida. Mas nada disso se compara com o que eles sentem quando Paulo os atinge com com sua própria revelação.                                                                                  |
| 4      | "Family Heirloom"             | Lee, Alma, Memo e Pilar retornam e encontram Jennifer inconsciente nas mãos dos meninos que ela convidou. Lee e Alma estão irritados com Jennifer por convidar meninos e, em seguida, beber até desmaiar, mas eles estão furiosos com Lúcia por ficar bêbada, desmaiando e deixando os filhos desprotegidos. Duras lições são aprendidas sobre os problemas que o alcoolismo sempre criou para a família Valenzuela.                                                                                     |
| 3      | "The Legacy"                  | Memo consegue um emprego antes de Lee, o que leva a uma festa de comemoração que acaba mal. Com os pais fora, Lúcia bebe muito, desmaia, e Jennifer, de dezessete anos convida alguns amigos para uma festa, o que a faz beber demais, e também desmaiar, deixando-a vulnerável...a tudo o que os meninos querem fazer. |
| 2      | "Fish and House Guests"       | Os Valenzuelas tentam se ajustar a uma casa cheia de parentes estranhos morando em sua casa, com o problema crescente de Lúcia com o álcool e com a luta de Lee com a perspectiva de seu futuro de desemprego e perda de renda. Pilar, a esposa não registrada de Memo, se surpreende com a generosidade de Lee. |
| 1      | "Happy Birthday"              | O mundo idílico de Leandro (ou "Lee", como ele prefere ser chamado) é abalado a medida que ele ele lida com a perda de seu emprego, o alcoolismo de sua mãe, e três novas pessoas morando em sua casa - seu primo Memo, quem ele não via há trinta anos, a esposa não registrada de Memo, e seu filho obeso. Escrito Por Richard Cummings Jr. |

## Elenco
- Esaias Morales como Leandro Valenzuela
- Lupe Ontiveros como Lúcia Valenzuela
- Yvonne DeLaRosa , como Alma.
- JC Gonzalez como Paulo Valenzuela
- Raymond Cruz como Memo
- Ana Villafañe como Jennifer Valenzuela

## Prêmios e reconhecimento
A Imagen Da Fundação - Melhor Web Série de drama, 2012
Alan Greenlee, Vice-Presidente de Programas do One Economy afirmou que "esta série é um drama envolvente, que irá ajudar milhões de pilotos a tomar medidas para melhorar as suas vidas e tomar decisões informadas."